# Post-punk revival
El término post-punk revival, a veces llamado new wave revival, se ocupa para referirse a un movimiento o subgénero del rock que emergió a inicios de los años 2000, cuando los músicos empezaron a tocar canciones simples y guitarreras con inspiración en el sonido y estética original del pospunk, new wave y garage rockamalagamadas estas influencias con nuevas técnicas de grabación y estéticas del Siglo XXI. El movimiento está estrechamente emparentado con el de new wave revival y garage rock revival.
Como género se centró en la «autenticidad del rock», que fue visto como una respuesta al enfoque comercial de los grupos de nu metal, hip hop, emo, pop punk y post-Britpop que aparecían en la MTV. Tuvo su despegue comercial en 2001 con el álbum debut de The Strokes, Is This It, y alcanzó su máximo apogeo a mediados de la década con bandas como Bloc Party, Arctic Monkeys y The Killers.

## Definición y características

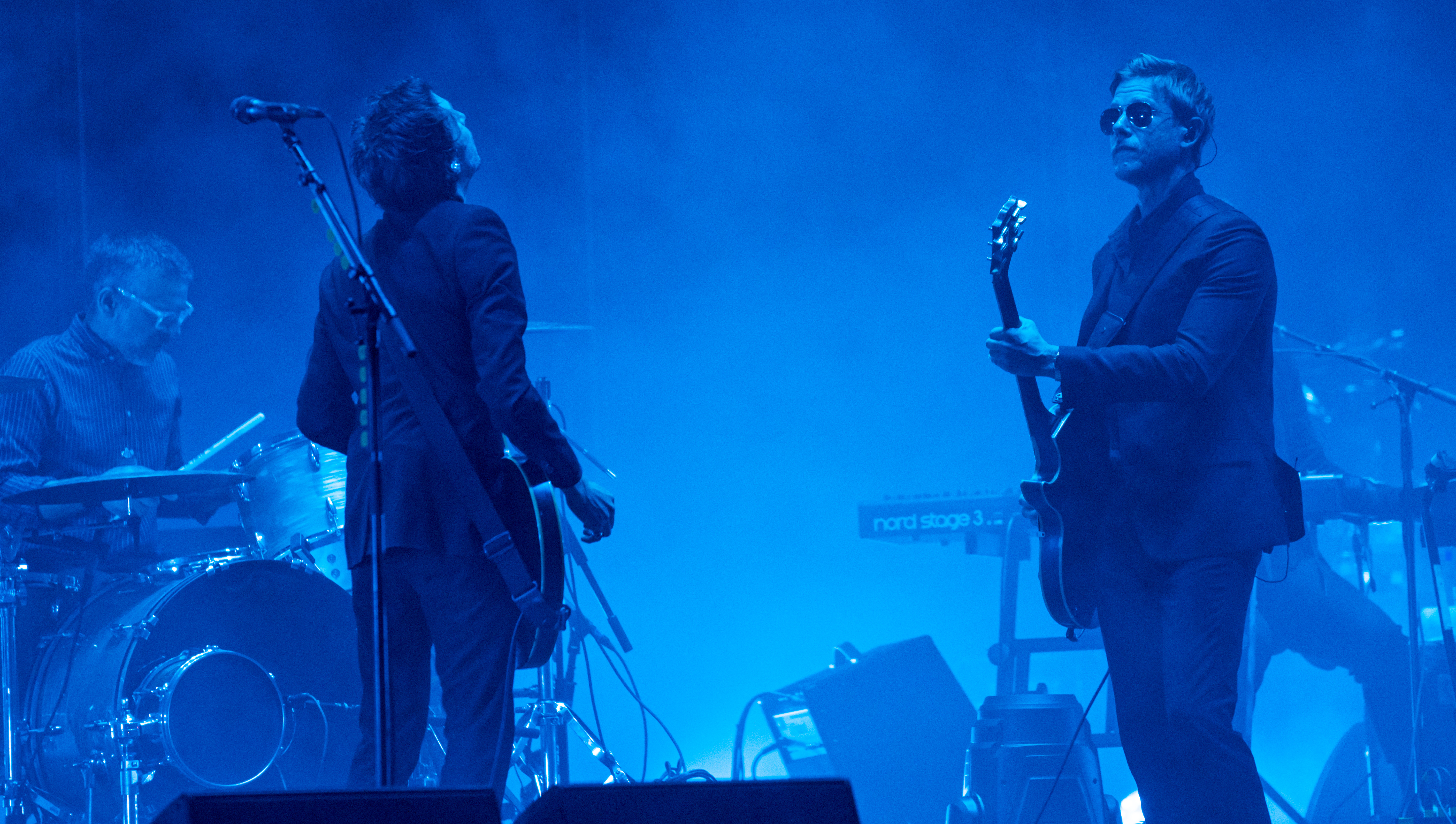
Interpol, una de las primeras bandas del post-punk revival, aquí en 2019.

El término «post-punk» se usó por primera vez a finales de los años 1970 para describir el estilo de grupos que tocaban punk con características más experimentales respecto al género, tales como estructuras musicales y líricas más complejas o una mirada más enfocada al arte mismo, pero aún con la postura iconoclasta original del punk.
A principios de los años 2000, emergieron en el mainstream varias bandas que tocaban un tipo de rock más sencillo y guitarrero, a las que se les catalogó como parte de un resurgimiento (revival) de géneros antiguos como el garage rock, new wave y post-punk. Este grupo de bandas basaba su estilo en el sonido y estética original del garage rock de los años 1960, y el new wave y post-punk de finales de los 1970 e inicios de los 80, aunque las influencias del movimiento variaban enormemente entre algunos músicos. Su sonido, que iba desde pistas atonales de bandas como Liars a melódicas canciones pop de grupos como The Sounds, logró repopularizar las guitarras saturadas en la época. Gran parte de las bandas compartían un especial énfasis en las presentaciones energéticas y el uso de una estética (cabello y ropas) fuertemente relacionada con sus fanes, usualmente tomando prestada parte de la moda de los años 1950 y 60, con «corbatas delgadas, cinturones blancos [y] peinados corte shag». También existía una preocupación por la «autenticidad del rock», que fue visto como una respuesta al enfoque comercial de los grupos de nu metal, hip hop y post-Britpop que aparecían en la MTV.

## Historia

### Reino Unido
En el Reino Unido han surgido durante toda la década decenas de grupos que reivindicaban la música y la estética de finales de los 70 y principios de los 80 de bandas como The Cure, Siouxsie And The Banshees, Joy Division, Talking Heads, Wire, Gang of Four, Magazine o XTC. Uno de estos ejemplos es la banda Franz Ferdinand. Bloc Party incide en esta línea, aunque añadiendo algunas pinceladas de post-hardcore. Maxïmo Park y Kaiser Chiefs son más ejemplos del estilo, mezclándolo con el britpop. Otro ejemplo es el de la banda Arctic Monkeys. Estos últimos fueron los triunfadores de la entrega de los Brit Awards de 2006. Otros grupos destacados son The Futureheads, The Rakes, Editors.
Otra vertiente hereda el sonido del punk británico clásico de grupos como The Clash, The Jam o Buzzcocks. Los pioneros fueron The Libertines, banda que fue definida en su momento como los Strokes británicos por la prensa británica, para plantar cara a la gran popularidad del grupo neoyorquino además que surgieron después de The Strokes. [cita requerida] Al disolverse en 2004 después de dos discos, sus líderes, Pete Doherty y Carl Barât formaron Babyshambles y Dirty Pretty Things, respectivamente.

### Estados Unidos
Entre finales de los años 1960 e inicios de los 70, en los Estados Unidos surgen bandas como The Velvet Underground, The Stooges, The Modern Lovers o Television de la escena garage rock, proto-punk y experimental que influenciaron al punk rock, al new wave y al post-punk entre mediados y finales de los 70 respectivamente y que posteriormente también influenciaría esta nueva corriente del post revival.
Entre las épocas de 2000 en los Estados Unidos, especialmente en Nueva York, surgieron una oleada de grupos que comparten referencias con sus coetáneos británicos y que a decir verdad, empezaron con el post punk revival antes que las bandas británicas mencionadas anteriormente.  El ejemplo más conocido es el de The Strokes, quienes revitalizaron el género y le dieron mayor popularidad. También nacen bandas como Yeah Yeah Yeahs, quienes junto a los Strokes también forman parte del garage rock revival; también aparecieron en escena Interpol, (cuyo estilo ha sido comparado con Joy Division y The Chameleons), también surge la banda The Bravery y en Las Vegas, la popular banda The Killers.

### Dance punk
En Nueva York también surgió un subgénero que se caracteriza por fusionar el post punk con ritmos bailables y la música electrónica. Sus principales representantes son bandas como Emery, LCD Soundsystem, !!!, Liars, The Rapture, Radio 4 o The Faint.